# Hesperoxiphion huilense
Hesperoxiphion huilense är en irisväxtart som beskrevs av Pierfelice Ravenna. Hesperoxiphion huilense ingår i släktet Hesperoxiphion och familjen irisväxter.
Artens utbredningsområde är Colombia. Inga underarter finns listade i Catalogue of Life.